# Церковь делла Кальца
Церковь Сан-Джованни-Баттиста-делла-Кальца (итал. La chiesa di San Giovanni Battista della Calza — буквально «церковь Святого Иоанна Крестителя чулка») — католическая церковь во Флоренции, Тоскана, Италия. Входит в комплекс Кальца, основанный в 1362 году как Оспедале (приют) Сан-Джованни-Баттиста, и расположенный на площади Пьяцца-делла-Кальца, 6, напротив Порта Романа, в районе Ольтрарно в историческом центре Флоренции.

## История
Вдоль нынешних улиц Виа Сенезе и Виа Романа ранее располагалось множество молелен, больниц и приютов, предлагавших гостеприимство паломникам и путешественникам, направлявшимся в Рим или возвращавшимся из него. В 1373 году рыцарь Родоса Биндо Бенини основал на этом месте приют для паломников, посвященный Сан-Никколо деи Фриери (san Niccolò dei Frieri) и находившийся под покровительством госпитальеров ордена Святого Иоанна Иерусалимского.
В 1392 году Фра Риккардо Караччиоло, Великий магистр Родоса, передал этот монастырь недавно созданному ордену монахинь (cavalleresse di Malta), которым во время осады Флоренции пришлось переехать в более безопасное место.
Когда опасность миновала, здесь обосновались «братья инджезуати» (итал. frati Ingesuati) — монахи-иезуаты. Эти монахи носили на плечах удлинённый капюшон, похожий на чулок, что дало начало прозвищу «монахи чулка» (итал. frati Della Calza), которое в конечном итоге дало название всему комплексу и площади перед ним. Монахи привезли с собой картины Перуджино и Гирландайо, которые оставались в этой церкви, затем поступили в Академию изящных искусств, а потом были переданы в галерею Уффици.
Монахи-иезуаты были высококвалифицированными мастерами по изготовлению расписных витражей: они жили в монастыре Сан-Джусто-алле-Мура, за воротами Порта-а-Пинти. Затем церковь была переосвящена в Сан-Джусто, в память о первом разрушенном монастыре ордена иезуатов во Флоренции.
После упразднения ордена в 1668 году Папа Климент X понизил статус монастыря и церкви до уровня коменды (Commenda Abbaziale, 1670), однако этот статус сохранялся лишь два года, после чего последовала смена владельцев. Между 1672 и 1677 годами комплекс занимал Pia Casa di Rifugio di San Filippo Neri, а затем он был продан ордену миноритов Реформы Фьезоле. В 1780 году комплекс был куплен Конгрегацией священников Сан-Сальваторе дель Арчивеско, которая вернула ему название, которое оно имело в предыдущие столетия, — Сан-Джованни Баттиста, но сохранила название «делла Кальца», чтобы отличать его от других.
В 1850 году здесь был открыт приют для бедных священнослужителей из сельской местности, приезжавших учиться во Флоренцию, который стал малой духовной семинарией.
В 1920 году по заказу кардинала Альфонсо Мистранджело в приюте были проведены работы по расширению и реставрации, спроектированные архитектором Джузеппе Кастеллуччи, который также отвечал за строительство кардинальской капеллы (здесь представлены три витража, спроектированные Эцио Джованноцци). В 1936 году комплекс был приобретён сёстрами Непрестанного поклонения (suore (dell’Adorazione Perpetua), которые со временем провели важные работы по реставрации.
В 1987 году здание было приобретено архиепархией Флоренции и вновь открыто в 1992 году как центр гостеприимства для пожилых священников. Благодаря средствам, выделенным по случаю Юбилейного 2000 года, в период с 1998 по 2001 год был вновь реализован масштабный проект реконструкции, направленный на увеличение вместимости отеля, разработанный Филиппо Тосетти.

## Архитектура и произведения искусства
В небольшой церкви, которая изначально была простой молельней, хранятся некоторые произведения, привезённые монахами из своего монастыря у Порта-а-Пинти, разрушенного во время осады Флоренции в 1529 году императорскими войсками. Внутренняя архитектура проста, в то время как типичный приподнятый хор восходит к предыдущей эпохе, когда монахини посещали службу, скрытые за решётками.
В монастырь можно попасть через портал, украшенный бюстом Спасителя, возможно, XVIII века, под которым на архитраве можно прочитать «PER ME SI QVIS INTROIERIT SALVABITVR» («Всякий, кто войдёт через Меня, спасётся»).
Здания монастыря, имеющие в плане удлинённую трапециевидную форму, датируются XV веком. В монастыре хранятся произведения искусства, такие как картина «Снятие с креста», выполненная в стиле Джованни, сына Андреа делла Роббиа, и несколько фресок, в частности, «Распятие».
В трапезной бывшего монастыря (il Cenacolo della Calza) находится фреска «Тайная вечеря», написанная в 1514 году Франчабиджо. В этой же комнате на стенах расположены фрагменты фресок с различными сценами, в том числе серия «Деяний милосердия», совершённых разными святыми, — работа группы флорентийских художников XVIII века (Томмазо Герардини, Джузеппе Дзокки, Джузеппе Гриччи и Джулио Маннайони).

## Галерея

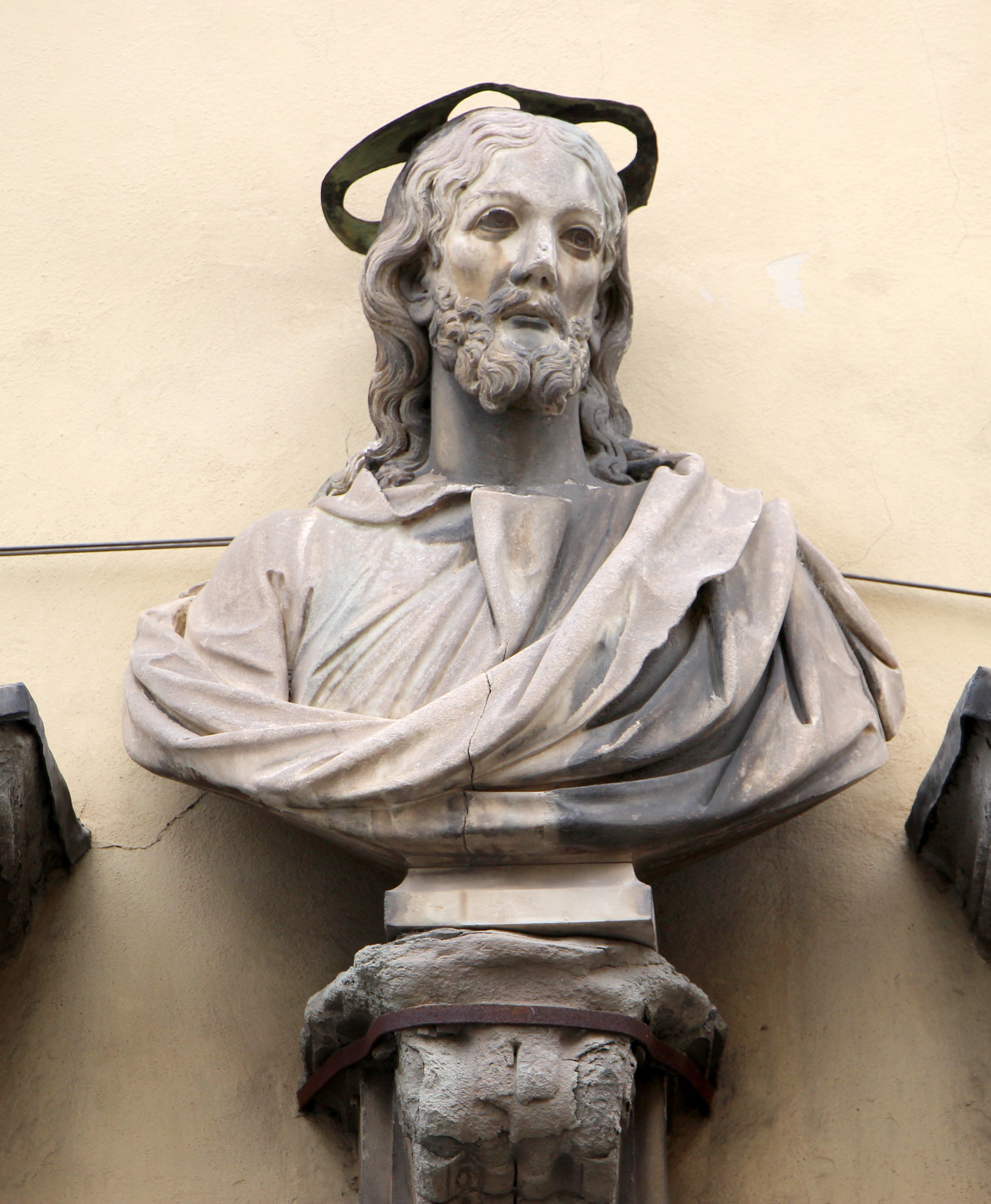
Бюст спасителя перед входом в монастырь
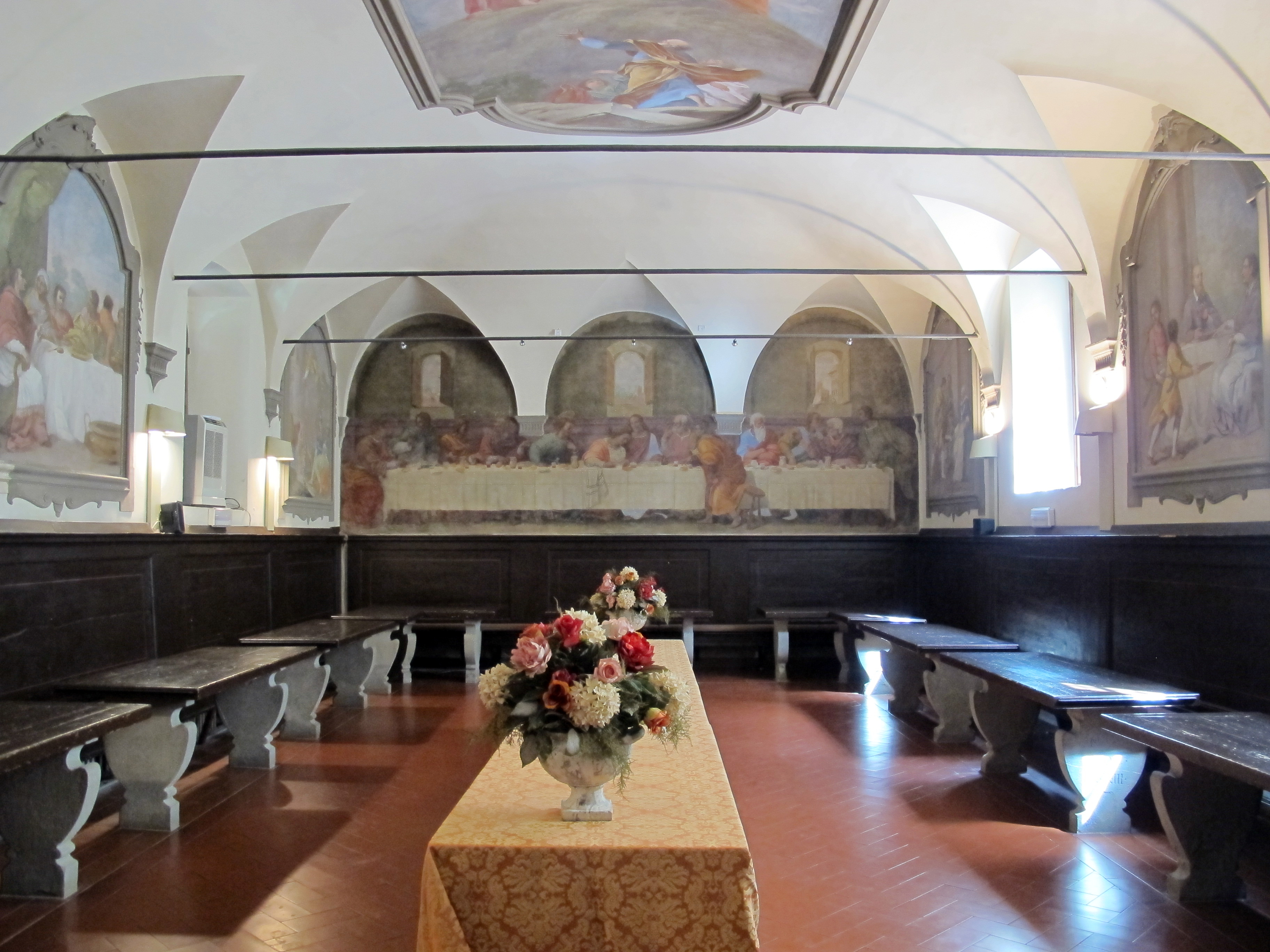
Трапезная монастыря с фреской Франчабиджо «Тайная вечеря»
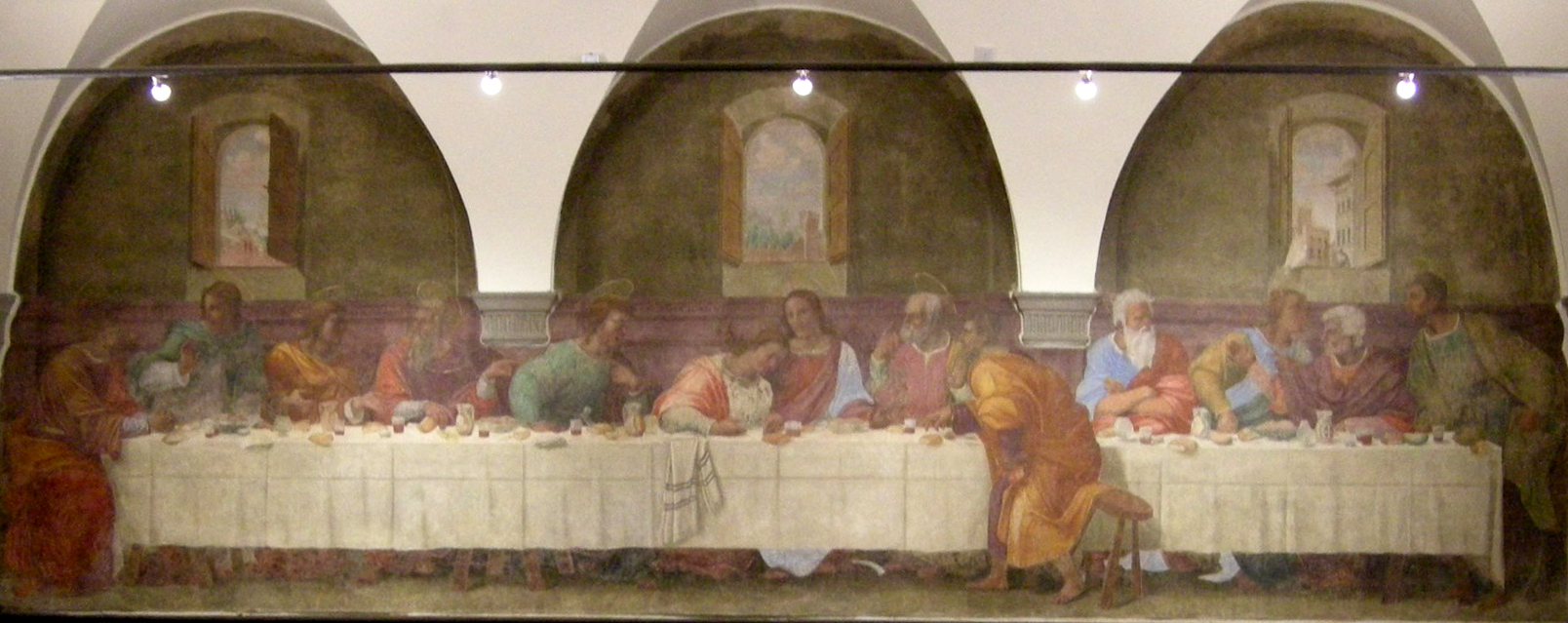
Франчабиджо. Тайная вечеря. 1514. Фреска
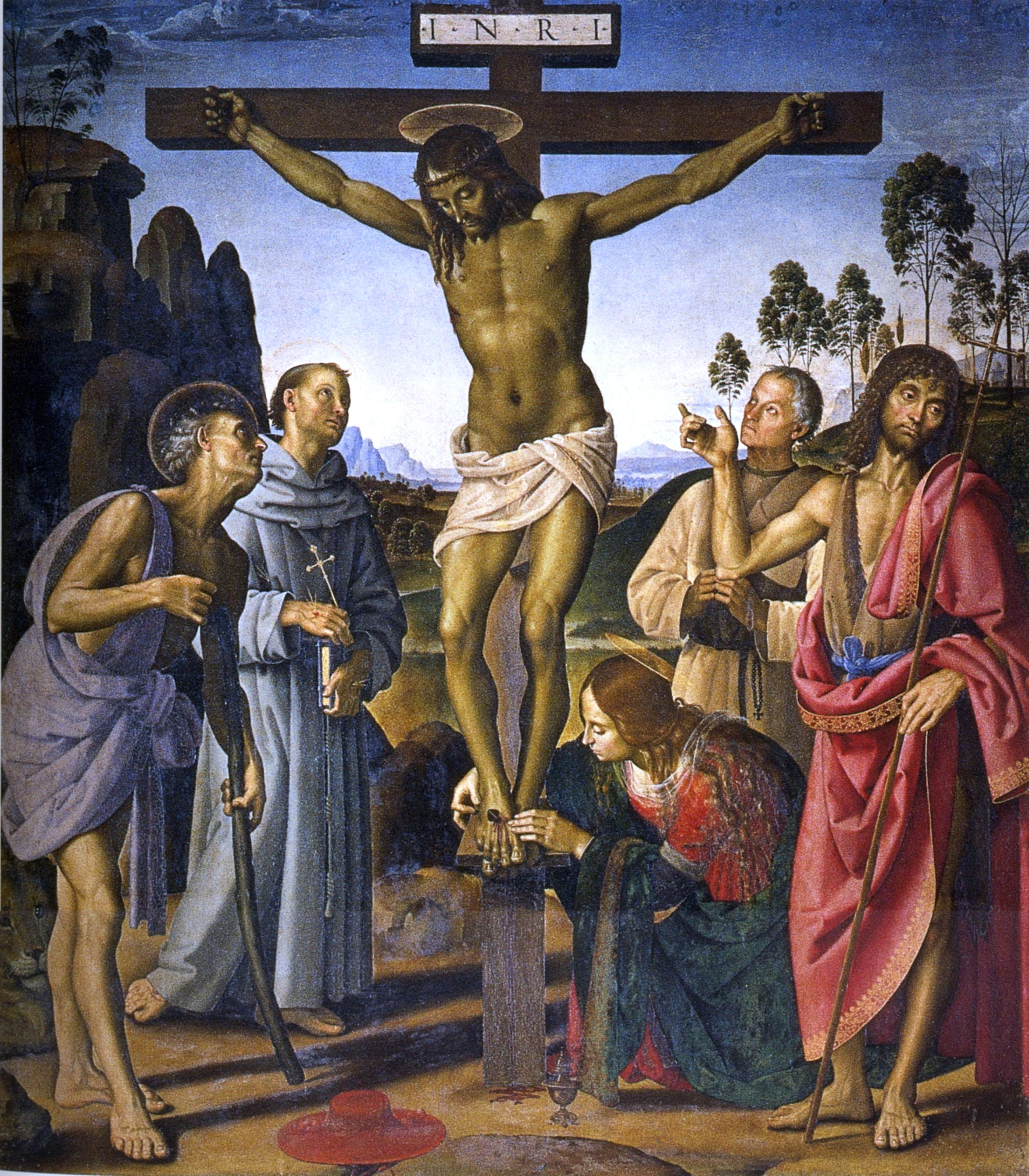
П. Перуджино, Л. Синьорелли. Распятие. 1483. Дерево, масло. Уффици, Флоренция
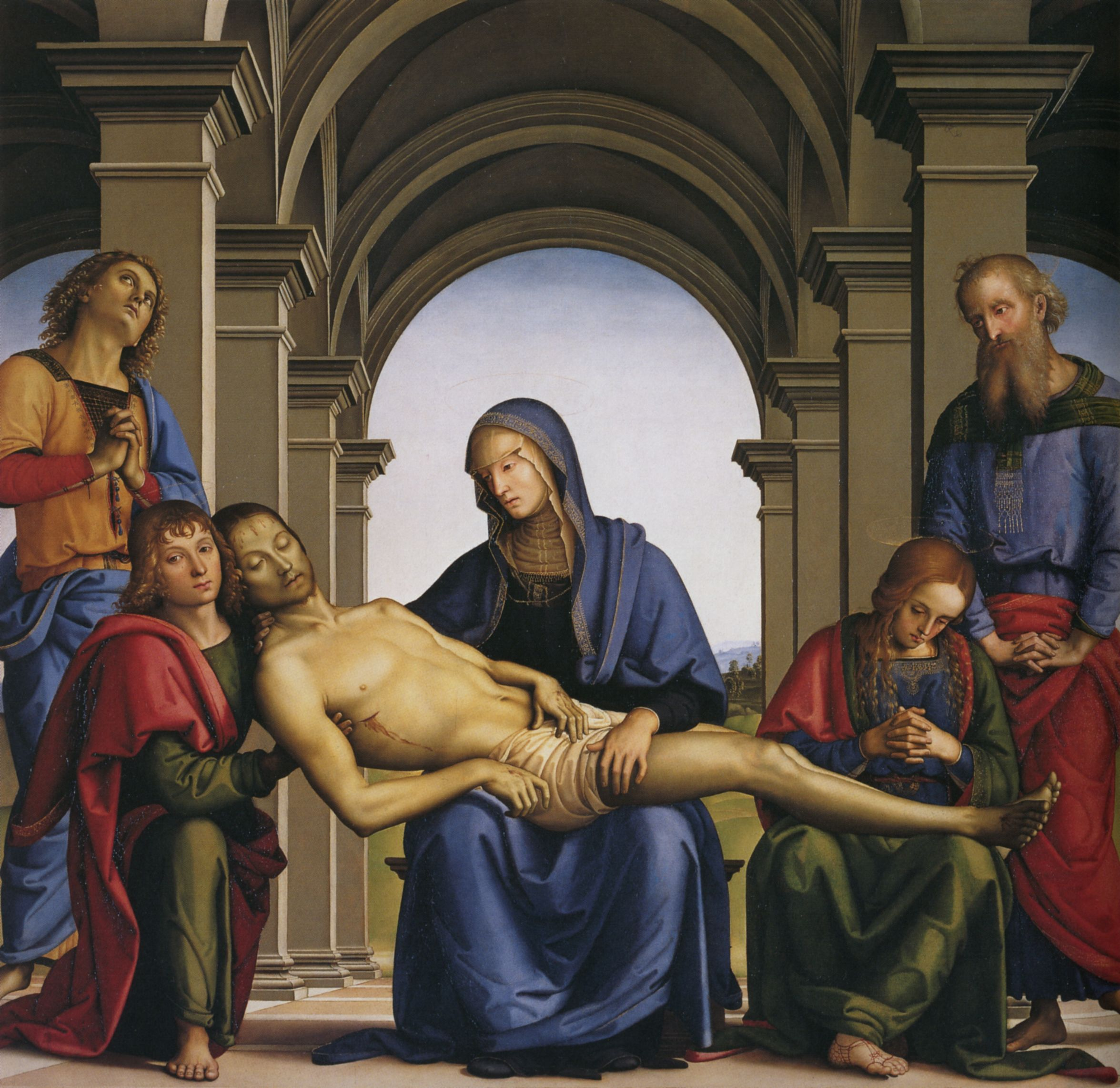
П. Перуджино. Пьета. 1490. Дерево, масло. Уффици, Флоренция
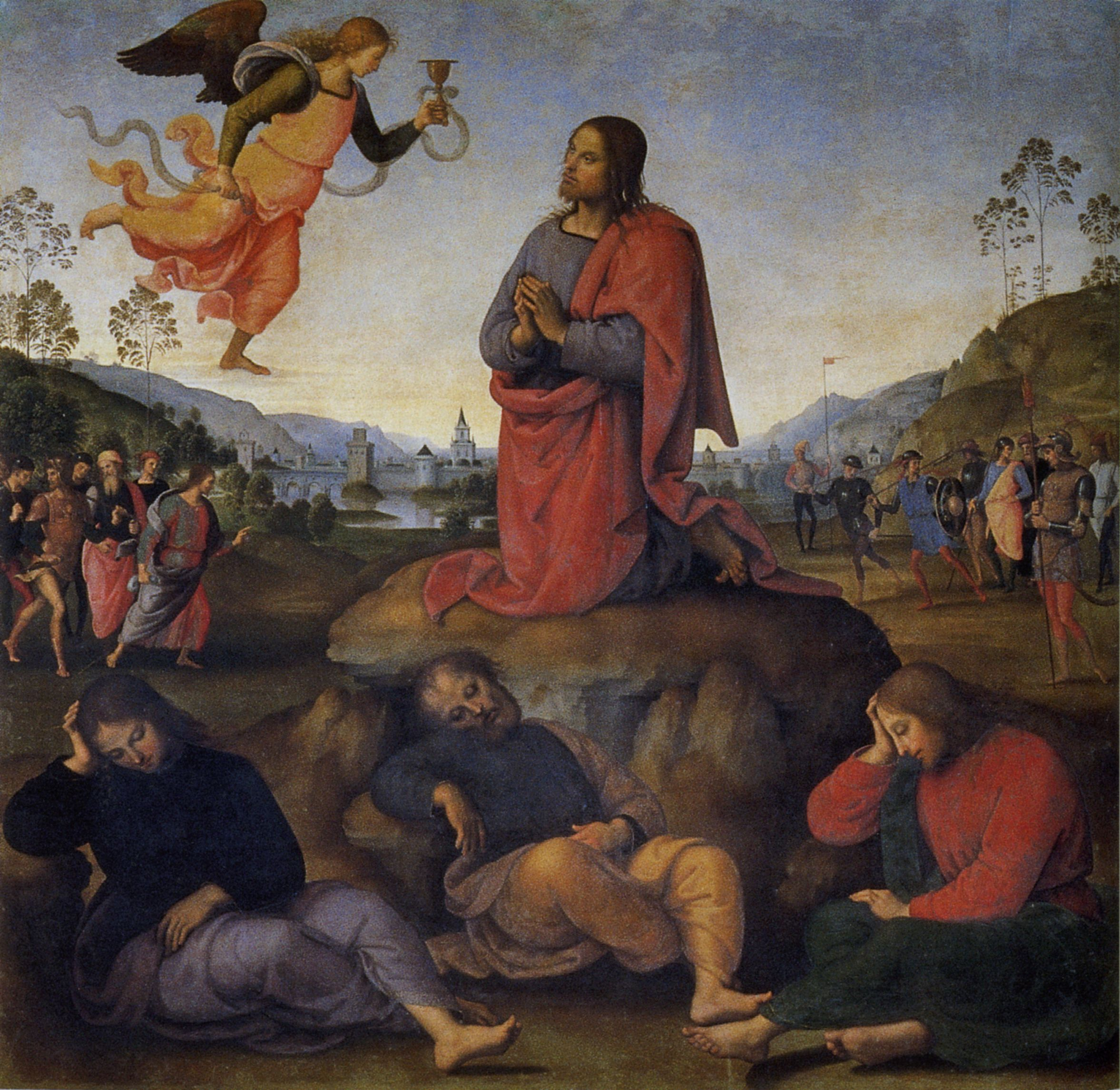
П. Перуджино. Молитва в саду (Моление о чаше). Между 1485 и 1490. Дерево, масло. Уффици, Флоренция
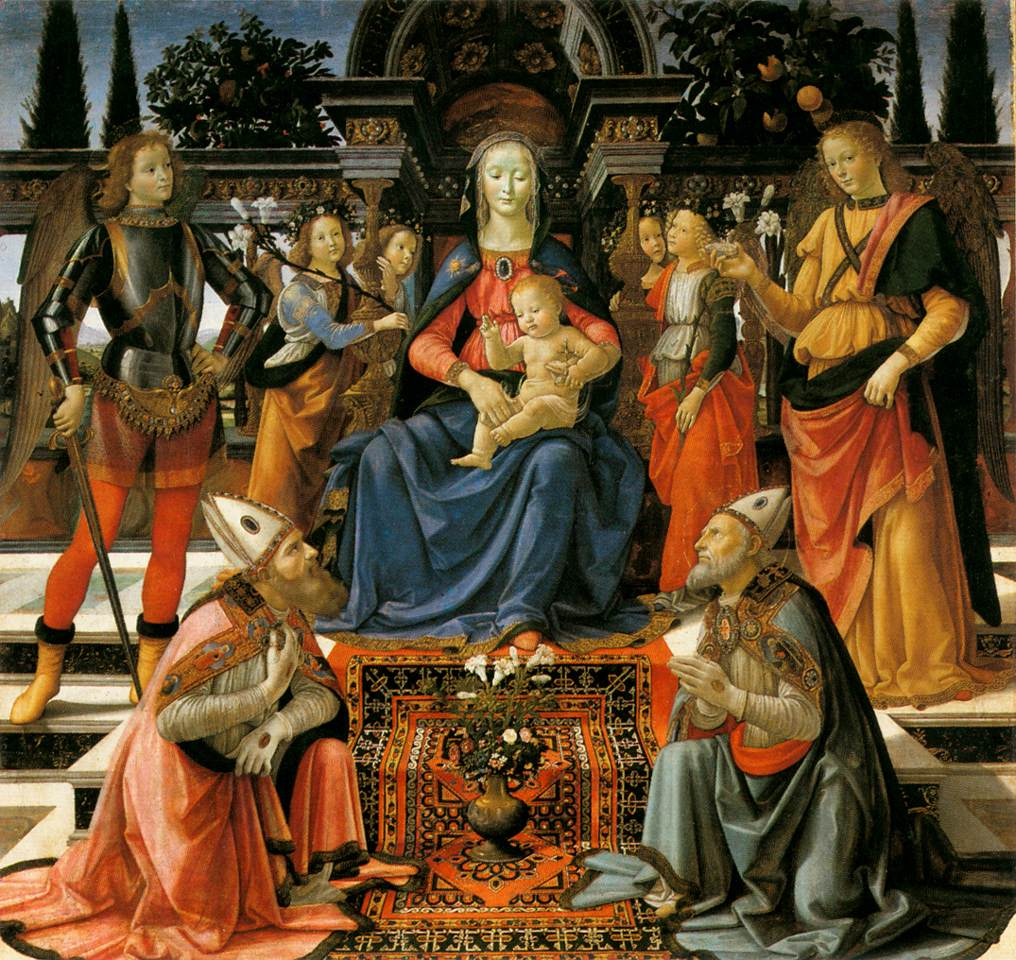
Д. Гирландайо. Мадонна на троне со святыми. 1483. Дерево, масло. Уффици, Флоренция
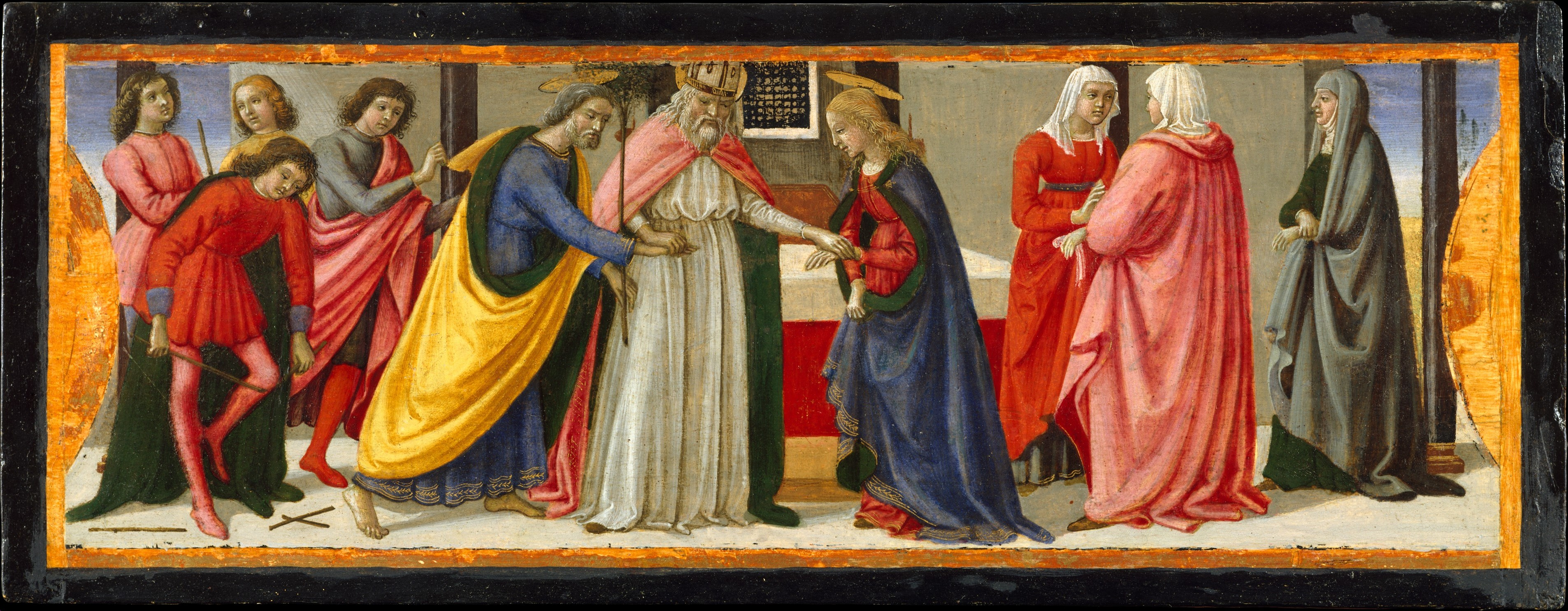
Д. Гирландайо. Обручение Марии. Пределла алтаря. 1479. Дерево, темпера. Метрополитен-музей, Нью-Йорк